# Хивот Аялев
Хивот Аялев Йимер — эфиопская легкоатлетка, специализируется в беге на 3000 метров с препятствиями. Двукратная победительница кросса Cross de Atapuerca.
Выступала на Олимпиаде в Лондоне, где заняла 5-е место. На чемпионате мира 2013 года в Москве заняла 4-е место.
Младшая сестра другой эфиопской бегуньи Вуде Аялев.

## Сезон 2014 года
На чемпионате мира в помещении выступала в беге на 3000 метров, где заняла 11-е место. В спортивном сезоне 2014 года выиграла 2 этапа Бриллиантовой лиги; 5 июля победила на Meeting Areva — 9.11,65, 12 июля выиграла Glasgow Grand Prix — 9.10,64. 5 июня на Golden Gala заняла 12-е место на дистанции 5000 метров — 15.09,64.
Победительница кросса Cross Internacional de Itálica 2014 года.